# Lothar von Trotha

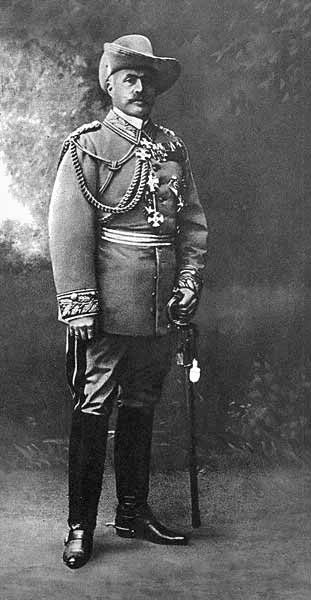
Generalleutnant Lothar von Trotha (ca. 1905)

Adrian Dietrich Lothar von Trotha (* 3. Juli 1848 in Magdeburg; † 31. März 1920 in Bonn) war ein preußischer General der Infanterie. Er wirkte als Kommandeur der Kolonialtruppen in Deutsch-Südwestafrika und war für den Völkermord an den Herero und Nama verantwortlich.

## Leben

### Familie
Lothar von Trotha entstammte einer preußischen Offiziersfamilie, die zu dem Adelsgeschlecht von Trotha gehört. Deren gleichnamige Stammburg lag im heutigen Halle-Trotha.
Bedingt durch den Offiziersberuf seines Vaters, Thilo Wolf von Trotha (1809–1876), wechselte von Trotha in seiner Kindheit häufig den Wohnort und besuchte Gymnasien in Wittenberg, Koblenz und Köln.
Am 15. Oktober 1872 heiratete er in Mainz Bertha Neumann (* 15. Februar 1850 in Graudenz; † 9. Oktober 1905 in Berlin), die Tochter des Rechnungsrates August Neumann und dessen Ehefrau Auguste Spaencke. Eine zweite Ehe ging er am 19. Mai 1912 in London mit Lucy Goldstein-Brinckmann verwitwete Herber (* 30. April 1881 in Frankfurt am Main; † 30. Januar 1958 in Bonn) ein, der Tochter des Bankdirektors Heinrich Goldstein-Brinckmann und dessen Frau Christel Brinckmann. Aus der ersten Ehe gingen zwei Kinder hervor, die zweite blieb kinderlos.

### Militärkarriere

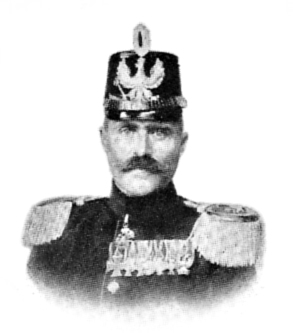
Lothar von Trotha als Kommandant des Lauenburgischen Jäger-Bataillons Nr. 9

Trotha trat am 24. November 1865 als Fahnenjunker in das 2. Garde-Regiment zu Fuß der Preußischen Armee ein und nahm am Preußisch-Österreichischen und Deutsch-Französischen Krieg teil. Dort erhielt er das Eiserne Kreuz II. Klasse. Als Major kommandierte er ab 1892 das Lauenburgische Jäger-Bataillon Nr. 9 in Ratzeburg. Ab Juni 1894, inzwischen zum Oberstleutnant befördert, wurde er à la suite des Bataillons zur Dienstleistung beim Auswärtigen Amt kommandiert. Er wurde mit dem Posten des Stellvertreters des Gouverneurs von Deutsch-Ostafrika und den Funktionen des Kommandeurs der dortigen Schutztruppe betraut. Mitte August 1897 kehrte Trotha nach Deutschland zurück und war als Oberst bis 15. Dezember 1899 Kommandeur des Infanterie-Regiments „von Stülpnagel“ (5. Brandenburgisches) Nr. 48. Anschließend beauftragte man ihn mit der Führung der 72. Infanterie-Brigade. Am 27. Januar 1900 folgte schließlich gleichzeitig die Ernennung zum Generalmajor und zum Kommandeur der Brigade.
Am 17. August 1900 wurde ihm während des Boxeraufstands das Kommando der 1. Ostasiatischen Infanterie-Brigade übertragen. Nach seiner Rückkehr aus China wurde Trotha zunächst vom 28. Oktober 1901 bis zum 26. Januar 1902 zu den Offizieren von der Armee versetzt und anschließend als Kommandeur der 16. Infanterie-Brigade nach Torgau versetzt. Am 17. Februar 1903 beauftragte man ihn mit der Führung der 16. Division, und unter Beförderung zum Generalleutnant erfolgte am 22. März 1903 die Ernennung zum Divisionskommandeur.

### Kommandeur der Schutztruppe in Deutsch-Südwestafrika

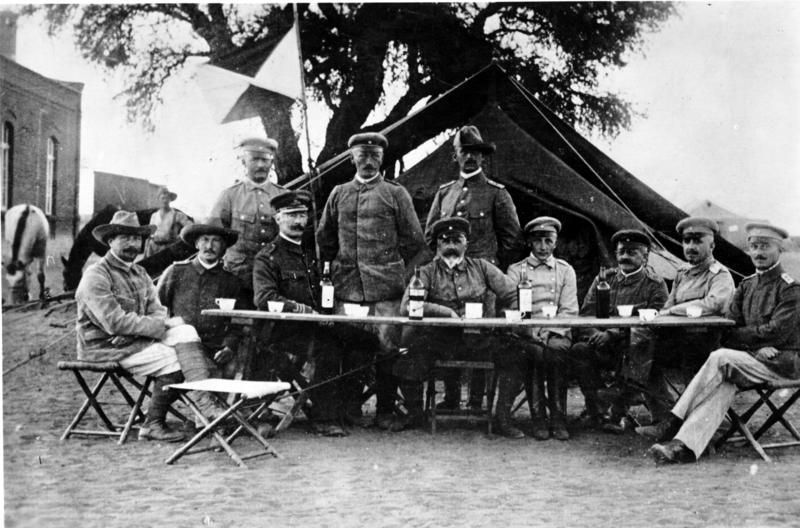
Lothar von Trotha 1904 mit seinem Stab

Am 3. Mai 1904 erfolgte nach der Abberufung Theodor Leutweins die Ernennung zum Oberbefehlshaber und Gouverneur von Deutsch-Südwest-Afrika mit dem Auftrag, den Aufstand der Herero niederzuschlagen. Die Ernennung Trothas zum Kommandeur der Kaiserlichen Schutztruppe in Deutsch-Südwestafrika war umstritten. Im Offizierskorps der Schutztruppe wurde sogar darüber diskutiert, sich mit einer Eingabe direkt an Kaiser Wilhelm II. zu wenden, um die Berufung Trothas rückgängig zu machen. Den Berichten zufolge wird Trotha als ausgesprochen machthungrig, hart, unnachgiebig und beratungsresistent skizziert. Dementsprechend unbeliebt war Trotha in Deutsch-Südwestafrika. Es kam zu ernsten Auseinandersetzungen mit Offizieren der Schutztruppe, z. B. mit Oberst Berthold Deimling oder Major Ludwig von Estorff. Die einheimischen Hilfstruppen reagierten auf ihre Weise: Cornelius Frederiks meldete sich krank und kehrte mit seinen Bethaniern nach Hause zurück. In der Witbooi-Abteilung kam es zu Desertionen. Die Loyalität der Nama, insbesondere die von Hendrik Witbooi, geriet ins Wanken. Der Aufstand der Nama im Oktober 1904 war eine unmittelbare Folge des Kommandowechsels von Oberst Leutwein auf von Trotha.
In seinem „Aufruf an das Volk der Herero (s. u.)“ forderte Trotha die Aufständischen zur Übergabe von Anführern auf und kündigte die Vertreibung des Volkes und die Tötung männlicher Volksangehöriger an. Unter seiner Führung wurden die Herero bei der Schlacht am Waterberg entscheidend von der Schutztruppe geschlagen und flohen in die Trockensavanne der Omaheke. Die Deutschen verjagten die Flüchtlinge dort von den wenigen umliegenden Wasserstellen, Zehntausende verdursteten auf der Flucht.
Das vom Chef des Generalstabs, Alfred von Schlieffen, und dem Kaiser lange unterstützte Vorgehen der Kaiserlichen Schutztruppen unter Trotha gegen die Herero gilt als der erste Völkermord des 20. Jahrhunderts und kostete rund 80.000 Menschen das Leben. Diese Einschätzung stützt sich vor allem auf die bereits zuvor erklärte Absicht der Vernichtung des Hererovolkes durch von Trotha und Schlieffen, die von anderen Personen und Gruppen unterstützt wurde. Tatsächlich wurde selbst in Gesellschaft von Missionaren offen der Wille zur Vernichtung ganzer Stämme geäußert. Auch von Trotha selbst hat mehrfach seine Bereitschaft geäußert, die Herero zu vernichten. Der Schießbefehl mit der erklärten Weigerung, Gefangene zu machen, in Verbindung mit der Sperrung der Wasserstellen nach der Schlacht am Waterberg vom 11. August 1904 stellte die praktische Umsetzung dieser Absicht dar. Die Folge war die Flucht in die Wüste Omaheke und das Verdursten zahlreicher Herero. Die Überlebenden wurden weitab von ihren ursprünglichen Siedlungsgebieten und unter widrigen klimatischen Bedingungen in Konzentrationslagern interniert, die nur rund jeder zweite Insasse überlebte.
Aufruf an das Volk der Herero

„Aufruf an das Volk der Herero

Letzte erhaltene Kopie von Trothas Vernichtungsbefehl, Nationalarchiv Botswana

Abschrift zu O.K. 17290 Osombo-Windembe, den 2. Oktober 1904

Kommando der Schutztruppe.

J.Nr. 3737
Ich, der große General der deutschen Soldaten, sende diesen Brief an das Volk der Herero. Die Hereros sind nicht mehr deutsche Untertanen. Sie haben gemordet und gestohlen, haben verwundeten Soldaten Ohren und Nasen und andere Körperteile abgeschnitten, und wollen jetzt aus Feigheit nicht mehr kämpfen. Ich sage dem Volk: Jeder der einen der Kapitäne an eine meiner Stationen als Gefangenen abliefert, erhält 1000 Mark, wer Samuel Maharero bringt, erhält 5000 Mark. Das Volk der Herero muß jedoch das Land verlassen.

Wenn das Volk dies nicht tut, so werde ich es mit dem Groot Rohr dazu zwingen. Innerhalb der Deutschen Grenze wird jeder Herero mit oder ohne Gewehr, mit oder ohne Vieh erschossen, ich nehme keine Weiber und Kinder mehr auf, treibe sie zu ihrem Volke zurück oder lasse auf sie schießen. Dies sind meine Worte an das Volk der Hereros.

Der große General des mächtigen deutschen Kaisers.
Dieser Erlaß ist bei den Appells der Truppen mitzuteilen mit dem Hinzufügen, daß auch der Truppe, die einen der Kapitänen fängt, die entsprechende Belohnung zuteil wird und das Schießen auf Weiber und Kinder so zu verstehen ist, daß über sie hinweggeschossen wird, um sie zum Laufen zu zwingen. Ich nehme mit Bestimmtheit an, daß dieser Erlaß dazu führen wird, keine männlichen Gefangenen mehr zu machen, aber nicht zu Grausamkeiten gegen Weiber und Kinder ausartet. Diese werden schon fortlaufen, wenn zweimal über sie hinweggeschossen wird. Die Truppe wird sich des guten Rufes des Deutschen Soldaten bewußt bleiben.
der Kommandeur

gez. v. Trotha, Generalleutnant.“

Der Erlass wurde im Dezember 1904 auf Bitten der Reichsleitung von Kaiser Wilhelm aufgehoben. Im Reichstag und der deutschen Öffentlichkeit war es zu starken Protesten gekommen.

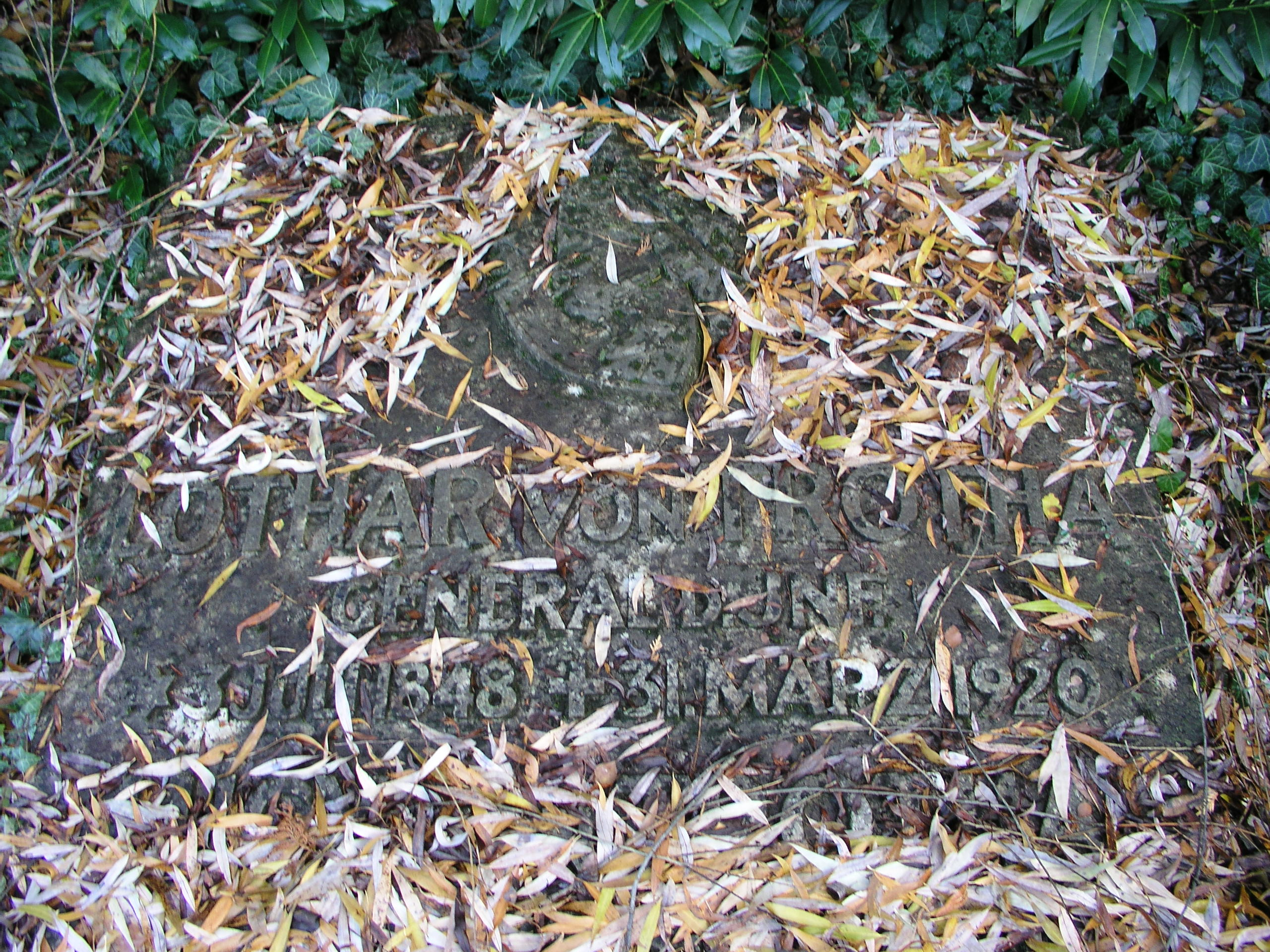
Grab Lothar von Trothas auf dem Poppelsdorfer Friedhof in Bonn

### Abberufung
Nach dem Tod des Nama-Führers Hendrik Witbooi am 29. Oktober 1905 im Gefecht bei Fahlgras hielt Trotha seine Aufgabe für beendet und bat um seine Abberufung. Am 19. November 1905 verließ er das Land gemeinsam mit seinem ehemaligen Generalstabschef, Oberstleutnant Erich von Redern. Friedrich von Lindequist übernahm die Nachfolge Trothas als Gouverneur, Oberst Berthold von Deimling als Kommandeur der Schutztruppe. Da man Trotha für den schleppenden Verlauf des „Hottentottenkrieges“ verantwortlich machte, fiel er – ebenso wie der Gouverneur Leutwein – beim Kaiser in Ungnade. Zwar hat man Trotha mit dem Orden Pour le Mérite ausgezeichnet, um damit seine militärischen Erfolge zu würdigen. Bei seiner Ankunft in Berlin wurde Trotha jedoch von Kaiser Wilhelm II. demonstrativ nicht empfangen und später auch von offiziellen Kreisen gemieden. Er wurde am 21. Mai 1906 zur Disposition gestellt und erhielt am 27. Januar 1910 den Charakter als General der Infanterie verliehen.
Er starb am 31. März 1920 in Bonn.
Er wurde auf dem Poppelsdorfer Friedhof in Bonn beigesetzt.

## Stimmen von und über von Trotha
Von den alten Afrikanern wurde diese Ernennung ebenfalls durchweg abgelehnt. Hermann von Wissmann, Forscher, Afrikadurchquerer und Offizier, urteilte über von Trotha folgendermaßen:

„Er war ein schlechter Staatsmann, wie er als Führer im Kriege nicht ausreichte und dazu ein unedler, selbstsüchtiger und kaltherziger Mensch.“

Der spätere Kommandeur der Schutztruppe, Major von Estorff, laut Generalstab einer unserer erfahrensten Afrikaner, schrieb:

„Wissmann, der ihn von Ostafrika her kannte, hatte sich seiner Ernennung widersetzt, aber er ward nicht gehört. Wie soll das in großen Verhältnissen werden, wenn sich schon jetzt solcher Mangel an Menschenkenntnis daheim offenbart.“

Selbst in der öffentlichen Berichterstattung wurde er zum Teil kritisch gesehen:

„[Der] Leiter des langwierigen deutschen Feldzuges gegen die aufständischen Eingebornen in Südwestafrika [macht] durch seine drakonischen Verfügungen und seine unzweideutige Kritik an dem Reichskanzler Bülow mehr als durch praktische Erfolge von sich reden […].“

### Zitate
„Gewalt mit krassem Terrorismus und selbst mit Grausamkeit auszuüben, war und ist meine Politik. Ich vernichte die aufständischen Stämme in Strömen von Blut und Strömen von Geld. Nur auf dieser Aussaat kann etwas Neues entstehen.“

„Leutwein soll darüber lachen, daß man die Bande am Waterberg so einkreisen könne, daß sie zu vernichten wären. Versucht muß es werden.“ (Häussler/Eckl 2024, S. 47)
„Ich glaube, daß sie in kurzem mit Friedensanträgen kommen werden. Wenn ich nur die mögliche Form fände, noch die weiße Flagge zu schießen. Sie müssen vernichtet werden.“ (Häussler/Eckl 2024, S. 48)
„Wenn ich es kann, werde ich einen erbarmungslosen Krieg gegen die Bande führen.“ (Häussler/Eckl 2024, S. 50)
„Ich habe heute den Befehl, in keine Unterhandlungen mit der Mordbande zu treten, erneuert. Ich bin mir dessen bewußt, wie sie nachher über mich herfallen werden, aber es soll mir egal sein. Ich will das vergossene schwarze Blut in meiner Sterbestunde verantworten. Jede andere Idee, hier Ruhe zu stiften, anders, als mit Strömen von Blut, ist falsch.“ (Häussler/Eckl 2024, S. 71)

„Zweck der ganzen Kriegführung, Vernichtung der ganzen Nation“ (Häussler/Eckl 2024, S. 82)

„Die Eingeborenen müssen vernichtet werden, siehe Amerika, sei es durch die Kugel oder via Mission durch den Branntwein.“

Aus der Zeit des Völkermordes sind fünf Tagebücher und ein Fotoalbum Trothas erhalten. Historiker der Ruhr-Universität Bochum erarbeiteten eine Edition, die 2024 veröffentlicht wurde.

## Straßennamen
In Namibia sind weiterhin Straßen, darunter in Otjiwarongo (sollte 2022 umbenannt werden, bis April 2024 nicht geschehen) und Windhoek, nach von Trotha benannt. Auch in Deutschland wurden Straßen nach von Trotha benannt. In München wurde 2006 die Von-Trotha-Straße in Hererostraße umbenannt.

## Entschuldigung der Familie
Es gibt keine lebenden Nachfahren Lothar von Trothas. Im Jahre 2004 luden Mitglieder der Familie von Trotha Alfons Maharero, einen Hererohäuptling und Nachfahren Samuel Mahareros, nach Deutschland ein. Sie entschuldigten sich öffentlich für Lothar von Trothas Taten und baten um Vergebung. Im Oktober 2007 fand ein Gegenbesuch in Omaruru statt. Jedoch besitzt Alfons Maharero keine Funktion als offizieller Vertreter der heute lebenden Herero.

„Wir schämen uns für die fürchterlichen Ereignisse, die sich vor einem Jahrhundert in Namibia abgespielt haben.“